# Lloro cuagroc
El lloro cuagroc (Pionites xanthurus) és una espècie d'ocell de la família dels psitàcids que habita els boscos l'Amazònia del Brasil. Ha estat considerat una subespècie de Pionites leucogaster.